# Wz. 35 páncéltörő puska
A Karabin przeciwpancerny wzór 35 (rövidítve kb ppanc wz. 35, magyarul 35-ös mintájú páncéltörő puska), más nevén Uruguay, egy lengyel gyártmányú 7,9 mm-es páncéltörő puska volt, melyet a lengyel hadsereg használt az 1939-es lengyelországi hadjárat folyamán. Egyéb nevei: kb Urugwaj (kb Ur), illetve tervezője után Józef Maroszek.

## Titkolózás és összezavarás
A fegyver eredetileg a lengyel hadsereg szigorúan titkos eszköze volt, így többféle kódnévvel illették. Az 1939-es mozgósításig a tűzkész fegyvereket zárt ládákban tárolták, amelyeken a következő felirat állt: „Nem szabad kinyitni! Mérőműszer!” A fegyver egyik fedőneve az Uruguay (lengyelül Urugwaj) volt, mivel a „mérőműszert” ebbe az országba kívánták exportálni.
Lengyelország bukása után a német hadsereg nagy számban zsákmányolt a puskából, majd Panzerbüchse 35 (polnisch) (rövidítve PzB 35(p)) jelöléssel látták el. Az olasz hadsereg 800 darabot kapott a fegyverből, majd fucile controcarro 35(P) névvel rendszeresítették azokat. Mindkét megnevezés jelentése 35-ös páncéltörő puska (lengyel).
Az 1940-es év elején az egyik puskát, melynek csövét és tusáját lefűrészelték, a Tátra hegyein keresztül kicsempészték Lengyelországból Magyarországra, majd onnan Krystyna Skarbek és lengyel társai segítségével a szövetségesek kezére juttatták azt. A fegyvert a szövetségesek soha nem vetették be, mivel a tervrajzokat és leírásokat a lengyelországi hadjárat alatt a lengyelek megsemmisítették, a fegyver tervezetének visszafejtése pedig túl sok időt vett volna igénybe.

## Leírás
Megjelenésében egy átlagos puskára hasonlít, szokatlanul hosszú puskacsővel, melyre villaállványt erősítettek az előagy elülső végénél. Mauser stílusú, forgó-tolózáras működtetésű, négy töltény befogadására képes szekrénytárral ellátva. A csövet csőszájfékkel látták el a lövés utáni visszarúgás csökkentése érdekében. A csőszájfék a lövés energiájának nagyjából 65%-át nyelte el, így a visszarúgás mértéke megfelelt egy szabványos Mauser puska visszarúgásának mértékével, annak ellenére, hogy a használt lőszerben lévő lőpor mennyisége több, mint kétszerese volt az eredeti Mauser lőszerének. Nyílt irányzékát 300 méteres lőtávolságra kalibrálták. A fegyver egy szokatlan tulajdonsága a pisztolymarkolat hiánya, amely jellemző volt a korabeli páncéltörő puskákra.

## Történet

### Alőszer

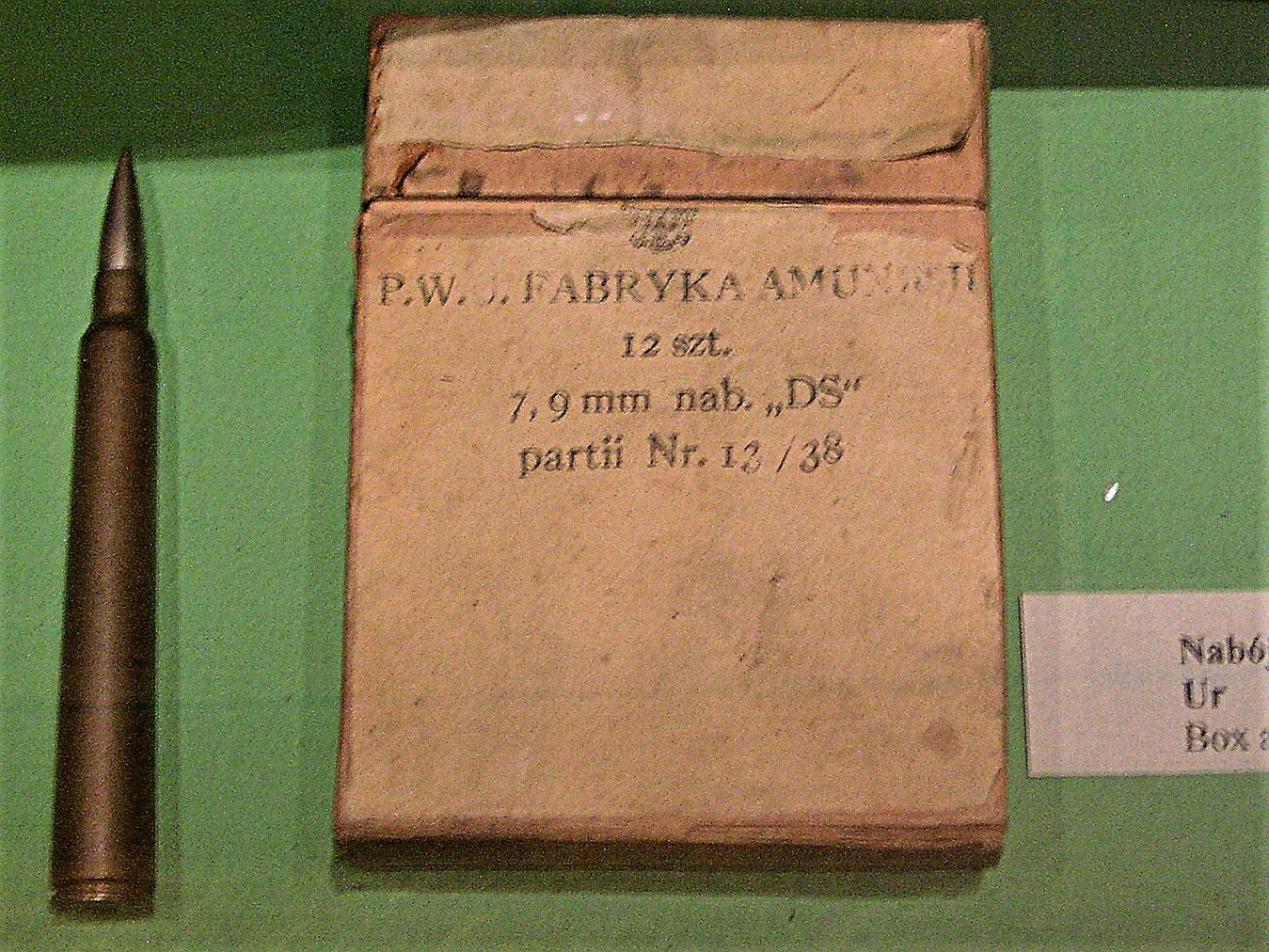
7,92×107 mm DS páncéltörő lőszer a bal oldalon. A jobb oldalon a 12 darab lőszertt tartalmazó doboz látható.

Az 1920-as évek végén a lengyel főparancsnokság belefogott egy könnyű páncéltörő fegyver kifejlesztésébe, melyet a lengyel gyalogságnak szántak. 1931-ben Tadeusz Felsztyn alezredes a varsói Fegyverzet Technológiai Intézettől elkezdte különféle, kis kaliberű lőszerek tesztelését. A német gyártmányú Hagler töltények ígéretesnek tűntek, majd a Skarżysko-Kamienna-i Nemzeti Lőszergyárat megbízták egy saját, 7,92 mm-es lőszer kifejlesztésére, melynek csőtorkolati sebessége 1000 m/s fölötti legyen. A tesztsorozatok után az új DS lőszer mellett döntöttek.
A DS lőszer a szabványos 7,9 mm-es lövedéken alapult, melyet a Mauser 1898-as modelljéhez (wz. 98) és annak lengyel változatához, a Karabinek wz. 29-hez használtak. A lőszer hossza 131,2 mm, összsúlya 64,25 g. A vörösrézhüvelyes lőszer próbái után úgy döntöttek, hogy a továbbiakban inkább sárgaréz töltényhüvelyt alkalmaznak (67% réz/23% cink). Újdonság volt a lövedék nagy torkolati sebessége: az acélköpenyes, ólommagvas lövedéket a töltényben lévő 11,15 gramm füstmentes lőpor égése 1250–1275 m/s-ra gyorsította fel (A kilőtt lövedék sebessége a hangsebesség kb. 3,8-szerese.).
A lőszer egyedisége más páncéltörő tervezetekhez képest az volt, hogy volfrám-karbid vagy más keményfém-kombinációk helyett ólommagvas, de acélköpenyes lövedéket használtak. A kilőtt lövedék ugyan nem ütötte át a vastagabb páncéllemezt, hanem ellapult azon, átadva a mozgási energiáját a páncélzatnak. Eredményként a páncélzatban olyan erős hullámok keletkeztek, amelyek meghaladták a páncélzat szakítószilárdságát. A nagy energiaközlés hatására a páncélban „tovagyűrűző hullámok” hatására a páncélzat belső oldaláról mindazon a területen kisebb-nagyobb méretű fémszilánkok váltak le, ahol a becsapódás keltette feszültségek nagyobbak voltak a páncéllemez teherbírásánál (szakítószilárdságánál). Vékonyabb páncélzat esetén a becsapódó lövedék is szilánkosra robbant, ahogy áthaladt a páncéllemezen. A szilánkok és repeszek ezután a jármű belsejében megrongálták a motort, és rendszerint megölték a személyzetet.

### A puska
A lőszer kifejlesztésével egy időben a Varsói Műszaki Egyetem egy fiatal diplomását, Józef Maroszeket megbízták egy páncéltörő puska tervezésével. 1935. augusztus 1-jén a Fegyverzet és Felszerelés Bizottsága hivatalosan megrendelte a puskát, majd októberben megkezdődtek az első próbák.
A puska a Mauser puskán alapult, működési elvét módosították az új lőszer nagyobb nyomásának elviselésére, puskacsövét pedig jelentősen meghosszabbították. Az első próbalövéseket Brześćnél és Pionkinál végezték, ahol a fegyver 15 mm vastag acéllemezt tudott átütni 300 méteres távolságból, még akkor is, ha a lemezt megdöntötték. Kezdetben a puskacső csak 30 lövés leadását bírta, ezután ki kellett cserélni. Ezt a hátrányosságot hamar kijavították, majd a végső prototípus már nagyjából 300 lövést bírt ki. 1935. november 25-én a bizottság elfogadta az új tervezetet, majd decemberben a Katonai Ügyek Minisztériuma megrendelt öt darab puskát, 5000 darab töltényt és egy adag csere puskacsövet a további tesztekhez.
A Rembertówban lévő Gyalogságképzési Központban végzett tesztek során a Wz. 35 hatékonynak és megbízhatónak bizonyult, majd a Minisztérium leadott egy rendelést 7610 darab puskáról, melyeket 1939 végéig kellett leszállítani a Lengyel Hadseregnek. A pontosan legyártott mennyiség nem ismert, de 1939 szeptemberéig nagyjából 6500 darab puskát szállítottak le.

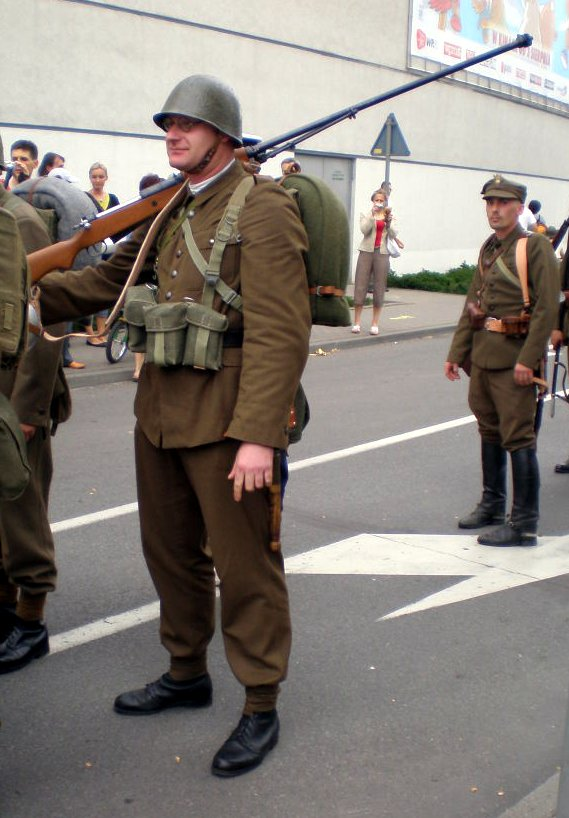
Lengyel katonai hagyományőrző páncéltörő puskával Gdyniában. 2007

### Alkalmazás
A puska a gyalogsági szakaszok fő páncéltörő fegyvere volt. Minden gyalogos- és lovasszázad három darab puskával volt felszerelve, ezeket kétfős csapat kezelte. Később további páncéltörő csapatokat állítottak fel. Habár a fegyvert sikeresen bevezették az egységeknél, továbbra is szigorúan titkos maradt. A puskákat zárt faládákban tárolták, ezeket számmal és a következő feljegyzéssel látták el: „Ne nyisd ki! Őrzött felszerelés!” A csapatokat titkos katonai létesítményekben képezték ki, közvetlenül a háború előtt, 1939 júliusától kezdődően.
A puskát a kétfős csapat vezetője hordozta hordszíj segítségével. A csapat másik tagja segítette a vezetőt és fedezte őt, amíg újratöltött. A fegyverrel általában hasonfekve, a villaállványra támaszkodva tüzeltek. A hatásos lőtávolság 300 méter volt, 100 méteren belül a fegyvert hatékonyan lehetett használni a kor bármely német harckocsija ellen (Panzer I, Panzer II, Panzer III, illetve a csehszlovák gyártmányú LT vz. 35 és LT vz. 38). 400 méterig átüthette valamennyi könnyen páncélozott jármű páncélzatát. Páncélátütési képessége 15 mm vastag páncéllemez 30°-ban megdönteve, 300 méter távolságból, vagy 33 mm vastag páncéllemez 100 méter távolságból. Érdekességképpen egy olasz használati útmutató szerint a maximális átütési képesség 40 mm volt.

### Panzerbüchse 35(p)
A Wz. 35 páncéltörő puskát gyakran használták az 1939-es lengyelországi invázió folyamán a lengyel egységek. Miután Lengyelországot megszállták a németek és a szovjetek, nagy mennyiségben zsákmányoltak a fegyverből. A németek Panzerbüchse 35 (polnisch) (PzB 35(p)) jelöléssel hadrendbe állították a fegyvereket. Néhány forrás szerint a németek kicserélték a DS töltényeket a zsákmányolt lőszerekben és saját, a PzB 39-hez használt 7,92 mm-es acélmagvas töltényekre cserélték azt.
A lengyel páncéltörő puska egyes sajátosságait, mint például a zárszerkezetet, felhasználták a szovjetek a PTRD 14,5 mm-es páncéltörő puska fejlesztésénél.
1940-ben a németek nagyjából 800 darab puskát adtak el az olasz erőknek, akik a világháború folyamán be is vetették azokat.

## Túlélő példányok
A napjainkban megmaradt Wz. 35 puskák száma nem ismert; egyesek úgy vélik, hogy mindössze csak négy darab maradt meg, melyeket az 1950-es években exportáltak az Egyesült Államoknak. Ezeken kívül azonban legalább kettő darab található az Egyesült Királyságban, illetve legalább egy Lengyelországban, a varsói Lengyel Hadimúzeumban kiállítva.

## Fordítás
- Ez a szócikk részben vagy egészben  a   Wz. 35 anti-tank rifle című angol Wikipédia-szócikk ezen változatának fordításán alapul.  Az eredeti cikk szerkesztőit annak laptörténete sorolja fel. Ez a jelzés csupán a megfogalmazás eredetét és a szerzői jogokat jelzi, nem szolgál a cikkben szereplő információk forrásmegjelöléseként.